# Такси 5
«Такси 5» (фр. Taxi 5) — французский комедийный боевик Франка Гастамбида. В картине снялись Бернар Фарси и Эдуар Монтут, игравшие во всех предыдущих фильмах франчайза, остальные актёры были новичками киносериала.
Выход в широкий прокат состоялся 12 апреля 2018 года.
В России премьера фильма состоялась 10 мая 2018 года. Фильм собрал в мировом прокате значительно меньше, чем предыдущие части.

## Сюжет
Действие фильма происходит через 10 лет после событий предыдущего фильма. Сильвен Маро, инспектор парижской полиции, считается одним из лучших полицейских французской столицы, способным разговорить своей ездой любого преступника. Он мечтает служить в спецназе, но во время одного из заданий его замечают вместе с женой парижского префекта, и начальство отправляет Маро в муниципальную полицию Марселя, мэром которого является экс-комиссар Жибер. Новая команда сразу не понравилась Сильвену из-за своего непрофессионализма: во время погони за одним из таксистов ребята утопили патрульный автомобиль и вступили в перепалку с коллегами.
В это время Марсель терроризирует «банда итальянцев», в распоряжении которой имеется два мощных автомобиля Феррари. Жибер поручает Маро их арестовать, но на машинах муниципальной полиции это сделать не получается. Ален, коллега Маро, рассказывает новичку про легендарное такси Марселя и о приключениях Даниэля и Эмильена. Машина теперь находится в Марокко, Эмильен ушёл из полиции, а Даниэль живёт в Майами.
Маро и его команда находят племянника Даниэля, Эдди Маклуфа, он оказывается тем самым таксистом, за которым гонялись полицейские. Сильвен предлагает Эдди сделку, суть которой была та же, что и сделка Даниэля и Эмильена. Ребята находят машину, но выясняется, что Эдди не обладает талантом своего дяди, а водить автомобили с МКПП, каковой является Peugeot 407, и вовсе не умеет. На следующий день начинается операция «Мафия», разработанная Жибером. Всё происходит не по плану: Жибер упускает итальянцев, но чудом спасает министра, кортеж которого вели продажные копы. Сильвен бросается в погоню за итальянцами, но они уходят. Тогда Маро и Маклуф решают сделать две вещи: прокачать такси и найти место, где обычно бывают грабители. Они оставляют такси у сестры Эдди, Самии Маклуф, в которую Сильвен сразу влюбляется, и отправляются к «итальянцу» Рашиду, который указывает место тренировки итальянцев — заброшенный гоночный трек. Сильвен и Эдди отправляются туда и выигрывают заезд. Один из грабителей, Тони Дог, бывший профессиональный гонщик, предлагает Сильвену работу и приглашает его на частную вечеринку. Туда отправляется вся команда муниципальной полиции. Эдди, под видом официанта, проникает в кабинет Дога и находит план следующего ограбления — кражи бриллианта «Кассиопея». Он показывает доказательства Маро, но в кабинет входят итальянцы, которые связываются с продажными копами, с которыми чуть не подрался Сильвен. Из-за тупости Эдди их с Маро ловят и оставляют пытать, но Маро сбегает через окно, а Эдди спасает один из сотрудников полиции.
Наступает день последнего ограбления. В Марсель на вертолёте прибывает бриллиант «Кассиопея». На приём, организованный Жибером, прибывают все: Сильвен, Эдди, продажные копы, команда муниципальной полиции. В разгар приёма прибывают итальянцы, в этот раз не на Ferrari 458 Spyder, a на Lamborghini Aventador. Они с помощью военного дрона заставляют вертолёт лететь к яхте банды. За ним следуют Маро и Маклуф, а итальянцы и продажные копы — за такси. Последних останавливают сотрудники полиции, а грабители продолжают погоню. На подъезде к яхте такси начинают обстреливать и Сильвен не без помощи Самии уходит от погони. Такси развило такую скорость, что оторвалось от земли и врезалось в яхту. Банду арестовывают, бриллиант возвращён, всех участников операции награждают, Эдди возвращает любимую девушку. Подробности происшествия показывают по телевизору, и Ален, увидев разбитую машину, расстраивается. В момент, когда происходит награждение, приезжают Сильвен на Lamborghini, конфискованном у итальянцев, и Самиа, с которой он начал встречаться.

## В ролях
- Франк Гастамбид — инспектор полиции Сильвен Маро
- Малик Бенталха — таксист Эдди Маклуф, племянник Даниэля
- Бернар Фарси — мэр Марселя и экс-комиссар Жерар Жибер
- Эспозито, Сальваторе— Тони Дог
- Эдуар Монтут — инспектор полиции Ален Трезор, друг Эмильена
- Сабрина Уазани — Самиа Маклуф, племянница Даниэля
- Рамзи Бедиа — Рашид
- Ануар Тубали — Мишель Петруччиани
- Сисси Дюпарк — Сандрин

## Саундтрек
| №   | Название                            | Исполнитель                | Длительность |
| --- | ----------------------------------- | -------------------------- | ------------ |
| 1.  | «Va Bene»                           | L'Algérino                 | 3:18         |
| 2.  | «Boîte Auto»                        | Ninho                      | 3:19         |
| 3.  | «Attache Ta Ceinture (feat. Naza)»  | Lartiste                   | 3:02         |
| 4.  | «Cash»                              | Hamza                      | 3:28         |
| 5.  | «Santana»                           | Alonzo                     | 3:50         |
| 6.  | «Du Temps»                          | Vegedream                  | 2:53         |
| 7.  | «Calma»                             | Marwa Loud                 | 2:29         |
| 8.  | «Le Couz»                           | Naps                       | 3:38         |
| 9.  | «A 2000»                            | Soprano, Kooseyl           | 2:59         |
| 10. | «S Line»                            | MMZ                        | 3:23         |
| 11. | «9 milli»                           | Sadek, Kofs                | 3:23         |
| 12. | «California Girl»                   | Zøla                       | 3:07         |
| 13. | «Tokarêve»                          | Maes                       | 2:31         |
| 14. | «Lambo (feat .PLK)»                 | Mister V                   | 3:29         |
| 15. | «All Eyes on Me (feat. S.Pri Noir)» | Sam’s                      | 3:31         |
| 16. | «Gamos»                             | Kazmi                      | 3:08         |
| 17. | «A Different Way»                   | DJ Snake ft.Lauv           | 3:18         |
| 18. | «Get Low»                           | DJ Snake ft Dillon Francis | 3:22         |

## Критика и сборы
Лента получила крайне отрицательные отзывы критиков. Rotten Tomatoes выставил фильму уникальный рейтинг в 0 % на основе 5 рецензий.
Гийом Луазон из журнала L'Obs выразил разочарование по поводу фильма, отметив, что пятый фильм в серии похож на ремейк предыдущих эпизодов.
Сами Насери, сыгравший главную роль в предыдущих фильмах франшизы, сказал, что пятую часть снимали «некомпетентные люди».
Фильм собрал в мировом прокате около 40 миллионов долларов, из них 1,7 миллионов в России, в то время как каждая из трёх предыдущих частей — Такси 2, Такси 3 и Такси 4 — собрала в мировом кинопрокате более 60 миллионов долларов.

## Возможное продолжение
В интервью «50 минут внутри» Франк Гастамбид объявил, что если «Такси 5» хорошо выступит в кинопрокате, то его следующей работой станет «Такси 6».
В интервью газете «Премьера» Сами Насери сказал, что он готов сняться в «Такси 6», если Люк Бессон «соберёт старую команду», но работать с Гастамбидом актёр наотрез отказался.
На фестивале «Динар» 2018 года Сабрина Уазани подтвердила, что шестой фильм до сих пор находится в планах, но дата релиза и начало съёмок на данный момент неизвестны.
В начале 2022 года она подтвердила свою заинтересованность в создании продолжения саги о такси, но сказала, что ничего не было сделано и что продолжение не планируется.